# Christmas Eve in Miller's Point
Christmas Eve in Miller's Point es una película de comedia dramática navideña estadounidense de 2024 dirigida y producida por Tyler Thomas Taormina, quien coescribió el guion con Eric Berger. Está protagonizada por Matilda Fleming, Maria Dizzia, Ben Shenkman, Francesca Scorsese, Elsie Fisher, Lev Cameron, Sawyer Spielberg, Gregg Turkington y Michael Cera, quien también es productor de la película.
La película se estrenó en el Festival de Cine de Cannes de 2024 el 17 de mayo de 2024. Se estrenó el 8 de noviembre de 2024 por IFC Films.

## Sinopsis
La familia Balsano se reúne para su última Navidad familiar en su casa ancestral. Sin embargo, dos de los miembros más jóvenes de la familia escapan por rebelión adolescente.

## Reparto
- Matilda Fleming como Emily
- Maria Dizzia como Kathleen
- Ben Shenkman como Lenny
- Francesca Scorsese como Michelle
- Elsie Fisher como Lynn
- Michael Cera
- Lev Cameron como Greg Falk
- Sawyer Spielberg como Splint
- Gregg Turkington como Sergeant Brooks
- Tony Savino como Uncle Ray
- Laura Robards
- Leo Chan
- Jordan Barringer
- Chris Lazzaro
- Brittany Hughes
- Delancey Shapiro
- Steve Aleeva
- Shane Fleming
- Austin Lago
- Courtney Warner

## Producción
La película está dirigida por Tyler Thomas Taormina. Está escrita por Taormina y Eric Berger. La película es producida por Omnes Films y fue producida en asociación con Crypto Castle Productions y Puente Films. Los productores incluyen a Michael Cera, Krista Minto, Taormina, David Croley Broyles y Duncan Sullivan. El reparto incluye a Michael Cera, Maria Dizzia, Francesca Scorsese, Elsie Fisher, Ben Shenkman, Sawyer Spielberg, Gregg Turkington, Laura Robards, Delancey Shapiro y Matilda Fleming. La fotografía principal se completó en Long Island el 19 de junio de 2023. Los lugares de rodaje también incluyeron Smithtown, Nueva York.

## Estreno
La película se estrenó en el Festival Internacional de Cine de Cannes de 2024 como parte de la sección Quincena de Cineastas. En el período previo a su estreno mundial, Magnify, la nueva división de ventas internacionales de Magnolia Pictures, consiguió los derechos de ventas globales y en Estados Unidos para la película. La película también llegó a la selección oficial del 69.º Festival Internacional de Cine de Valladolid, y del MAMI Mumbai Film Festival 2024.